# Steinwenden
Steinwenden település Németországban, Rajna-vidék-Pfalz tartományban. Lakosainak száma 2495 fő (2023. december 31.).

## Népesség
A település népességének változása:
| Lakosok száma | 2601 | 2446 | 2427 | 2459 | 2423 | 2447 | 2495 |
|               | 1975 | 2015 | 2017 | 2019 | 2021 | 2022 | 2023 |